# Мезйогедьєш
Мезйогедьєш (угор. Mezőhegyes) — місто в медьє Бекеш в Угорщині. Місто займає площу 155,50 км², на якій проживає 6262 жителів.
| Угорщина | Це незавершена стаття з географії Угорщини. Ви можете допомогти проєкту, виправивши або дописавши її. |